# Ritmomàquia
La ritmomàquia (o també, aritmomàquia, o el joc dels filòsofs) és un joc de taula europeu. Les primeres descripcions del joc que es coneixen són del segle xi. El nom significa La batalla dels nombres.
Es desconeixen els orígens del joc. Els autors medievals l'atribuïen a Pitàgores, tot i que no s'ha trobat cap informació al respecte en la literatura grega, i el primer esment conegut és de Hermannus Contractus (1013-1054).
Les diverses variacions del nom apunten cap a un origen grec, especialment perquè el grec era una llengua poc coneguda en el temps en què apareix el joc en la literatura. A més a més, el fet que el joc està basat en la teoria de nombres grega i el seu nom grec permet especular que els seus orígens es troben en la civilització grega i, potser, en les escoles de Bizanci o Alexandria.
Com s'ha dit, la primera vegada que s'esmenta aquest joc correspon al segle xi. Més concretament, va ser al voltant de 1030, quan un monjo anomenat Asilo va crear un joc pels estudiants de les escoles monacals que il·lustrava la teoria de nombres de l'obra de Boeci titulada De institutione arithmetica. Les regles del joc van ser millorades poc temps després pel monjo Hermannus Contractus de Reichenau i per l'escola de Lieja. En els segles següents, el joc es va estendre ràpidament per escoles i monestirs del sud d'Alemanya i França. S'emprava principalment com a instrument educatiu tot i que, gradualment, els intel·lectuals del moment van començar a jugar-hi com a passatemps. En el segle xiii, el joc va arribar a Anglaterra on el matemàtic Thomas Bradwardine en va escriure un text. En Roger Bacon el va recomanar als seus estudiants i en Thomas More feia que els habitants de la seva obra Utopia hi juguessin.
El joc fou prou conegut per justificar l'existència en el S. XVI de tractats en llatí, francès, italià i alemany. A més a més, hi havia anuncis públics de venda de taulers i fitxes a la Sorbona.
El joc és de dos jugadors (sovint, blanques i negres) i es juga amb un tauler semblant al dels escacs, i amb unes fitxes numerades. Tant les regles del joc com les mides del tauler van variar amb el temps i alguns autors n'expliquen diverses variacions en els seus textos. En una de les versions, el joc es juga en un tauler de vuit quadrats en el costat curt i 16 en el costat llarg. Les fitxes tenen forma de triangles, quadrats, cercles i piràmides. Cadascuna de les peces té un valor numèric. L'objectiu consisteix a capturar la piràmide i, a més, posar les pròpies fitxes de manera que s'aconsegueixi una determinada relació numèrica entre elles. Més concretament s'han de posar tres o quatre fitxes de manera que se satisfaci una relació aritmètica, geomètrica o harmònica (això correspon a les mitjanes o proporcions de Pitàgores).
Una de les característiques del joc és que el joc de les blanques i les negres no és simètric. Tot i tenir les mateixes fitxes, les numeracions diferents de les fitxes impliquen possibilitats de capturar fitxes i de guanyar la partida diferents.
El joc rivalitzava en popularitat amb els escacs, però es va deixar de jugar a partir del S. XVII.

## Regles
Es juga en un tauler igual que el d'escacs però el doble de llarg, de 8 caselles per 16. Les peces es disposen com mostra la imatge. Les peces d'un color porten nombres senars i l'altre nombres parells. L'objectiu del joc és establir certes relacions numèriques entre 3 o 4 peces, les regles de captura, fins a arribar a assolir algun dels tipus de victòries que existeixen, prèviament pactada pels jugadors, que mouen peça de forma alterna.
La primera filera de peces són 4 cercles cada un amb els nombres 2,4,6,8 les inferiors i 3,5,7,9 les de l'altra banda. La segona filera està formada per cercles cada una amb el quadrat del número del cercle que té davant. La suma d'aquestes dues files dona lloc a la primera filera de triangles. La segona filera de triangles s'obté a partir de la primera mitjançant una relació coneguda com a superparticularis, consistent en què el número de la segona filera s'obté a partir del de la primera més una part seva determinada pel número contingut en el cercle superior. Així, per exemple, 81 s'obté a partir de 72 més un vuitè de 72, ja que el cercle de la filera porta un 8 a sobre. De la mateixa manera 42 = 36 + 1/6 de 36, 20 = 16 + 1/4 de 16 i 6 = 4 + 1/2 de 4. La primera filera de quadrats s'obté sumant els dos triangles més propers (9+6=15, 25+20=45, etc.). Les piràmides són una per banda i estan formades per peces més petites, una completa 1+2²+3²+4²+5²+6²=91 i l'altre amb la sèrie incompleta 4²+5²+6²+7²+8²=190. Finalment la darrera filera de quadrats s'obté a partir de la primera de forma similar als triangles segons la fórmula {\displaystyle {\frac {2n+1}{n+1}}\cdot s}, on n és el número del cercle superior i s el del quadrat. Així,{\displaystyle {\frac {2\cdot 2+1}{2+1}}\cdot 15={\frac {5}{3}}\cdot 15=25}, el 81 = 9/5 · 45 i de la mateixa manera els altres quadrats.

### Moviment de les peces
Comencen les negres. Les peces circulars es desplacen una casella lateralment, però no en diagonal. Les peces triangulars es desplacen dues caselles en diagonal i les quadrades tres caselles en qualsevol direcció, segons diagrama.
|  |  |  |

Les piràmides (de vegades anomenades torres) es poden moure com qualsevol de les peces que contenen, a saber, un circular, dues triangulars i dues quadrades.
Les peces només ataquen en la seva direcció de moviment i després d'un atac, romanen al lloc on eren, sense anar en cap cas al lloc de la peça atacada. Les peces del contrincant es poden eliminar segons segons els següents quatre procediments de captura.

### Captures
- Assalt: Ocupant el lloc d'una peça enemiga de valor igual o inferior.
- Emboscada: Tres fitxes capturen la que tenen al costat si el seu valor és la suma de les pròpies. Dues fitxes capturen aquella que té un valor producte de les pròpies, si la casella de la peça rival està a l'abast de les atacants
- Agudesa: Posant la fitxa pròpia a una distància tal de l'adversària, que el valor de la nostra multiplicat pel nombre de caselles del moviment, incloent-hi la inicial i la final, doni el valor de la contrària.
- Setge: Ocupant les caselles a l'abast d'una fitxa contrincant de tal manera que no es pugui moure.

Les piràmides ataquen o són capturades pel valor total de les peces que conté, pel valor de les seves bases, pel valor d'una capa o per la suma de diverses capes. Així, difícilment serà capturada per un procediment diferent del setge. de tota forma, la piràmide es troba en perill si qualsevol dels seus components, laminae, és atacat per qualsevol dels quatre mètodes. En aquest cas es podia cedir una altra peça del mateix valor que l'atacada i, en cas de no poder oferir-se tal peça degut a una captura prèvia, es podia cedir qualsevol altra que el rival acceptés. Com que no és possible una captura de tota la piràmide, de valors 91 i 190 cada una, es permetia si s'atacava amb èxit el quadrat de la base, 36 o 64, segons el color. Com que la piràmide no tenia un valor especial, la seva captura no era especialment greu.
Una peça capturada és guardada al costat fins que es captura una de les nostres, la qual substitueix.
Si un jugador col·loca una de les seves peces de tal manera que pugui ser capturada, el rival pot eliminar-la sense perdre el seu torn de jugada. Fins i tot pot eliminar-la en un torn posterior si les peces no s'han mogut.
Les captures no són l'objectiu final del joc, si no que tenen com a finalitat establir el que es coneix com una victòria, a continuació, prèviament pactada pels jugadors.

### Final del joc
Hi havia 5 tipus comuns de victòries:
1. De Corpore, decidida pel nombre de peces enemigues capturades
2. De Bonis, segons el valor total de les captures
3. De Lite, en què es tenia en compte tant el valor de les peces com el nombre de dígits inscrits en elles, per exemple 120 punts i 8 dígits diferents
4. De Honore, una combinació de les dues primeres, fixant un nombre mínim de peces capturades i del seu valor total
5. De Honore Liteque, en què a l'anterior s'hi afegia un nombre mínim de dígits distints.

Aquests finals eren aptes per a principiants. El joc pot exhibir més mèrits jugant-se segons els 3 tipus de victòries autèntiques, on s'estableixen harmonies entre les peces, sempre a la meitat oposada del tauler.
1. Victoria Magna, consistent en organitzar tres peces en qualsevol de les tres harmonies simples. Existeixen 41 combinacions que fan possible una disposició en progressió aritmètica, 18 en progressió geomètrica i 17 en progressió harmònica. Les possibilitat són majors per les peces parelles al primer cas, per les senars al segon i igual al tercer.
2. Victoria Maior. En aquesta es combinen dues progressions distintes. Per assolir-la s'han d'alinear quatre peces, en el camp contrari, de tal manera que dues formin un tipus de progressió i les altres dues una de les altres. Per exemple 2,3,4 i 8 obtindrien aquest tipus de victòria tant al bàndol parell com al senar, ja que 2,3,4 estan en progressió aritmètica i 2,4,8 ho estan en progressió geomètrica, i 2,4,8 són del bàndol parell i 3 del senar. N'hi ha seixanta-una d'aquestes dobles progressions, podent ser utilitzades totes per ambdues bandes excepte una que només pot ser utilitzada per la banda imparell.
3. Victoria Praestantissima o Excellentissima. En aquesta difícil victòria es fa necessària la consecució de quatre nombre en fila formant els tres tipus de progressions contemplats. Només té sis combinacions, (2,3,4,6), (4,6,8,12), (7,8,9,12), (4,6,9,12), (3,5,15,25) i (12,15,16,20). Els autors antics s'estenen sobre aquestes combinacions amb afecte. Per exemple, en el conjunt 4,6,8,12 la comparació entre 12 i 8 o entre 6 i 4 es diu sesquialtera (3/2), corresponent a la cinquena en música. Tot segons la tradició pitagòrica del Quadrívium medieval-